# 無断
| ウィキペディアには「無断」という見出しの百科事典記事はありません（タイトルに「無断」を含むページの一覧/「無断」で始まるページの一覧）。 代わりにウィクショナリーのページ「無断」が役に立つかもしれません。 |